# 음력 6월 18일
음력 6월 18일은 음력 6월의 18번째 날이다.

## 사건
- 1993년 - 박은식, 신규식, 노백린, 김인전, 안태국 등 애국선열 5위의 유해, 상하이시에서 운구.

## 문화
- 1974년 - 삼성중공업 설립.

## 탄생
- 1790년 - 조선 제 23대 국왕 조선 순조.
- 1972년 - 대한민국의 배우 염정아.
- 1991년 - 대한민국의 가수 김유환 (스피드).
- 1993년 -
  - 대한민국의 농구 선수 허웅.
  - 일본의 배우 오고 스즈카.

## 같이 보기
- 음력 360일: 1월 2월 3월 4월 5월 6월 7월 8월 9월 10월 11월 12월
- 전날:6월 17일 다음날:6월 19일 - 전달:5월 18일 다음달:7월 18일
- 양력:6월 18일
- 음력, 윤달